# آندری تیوونتشیک
آندری تیوونتشیک (بلاروسی: Андрэй Цівончык؛ زادهٔ ۱۳ ژوئیهٔ ۱۹۷۰) ورزشکار پرش با نیزه بلاروس‌تبار اهل آلمان است.